# Carolyn Schuler
Carolyn Schuler (* 5. Januar 1943 in San Francisco; † 22. Juli 2024) war eine US-amerikanische Schwimmerin.
In ihrer Laufbahn konnte sie im Einzel keinen einzigen nationalen Titel gewinnen. Umso überraschender kam der Olympiasieg über 100 m Schmetterling bei den Olympischen Spielen 1960 in Rom. Mit diesem Sieg qualifizierte sie sich auch für die US-amerikanische 4 × 100-m-Lagenstaffel, mit der sie ebenfalls siegreich war. Im Jahr 1989 wurde sie in die Ruhmeshalle des internationalen Schwimmsports aufgenommen.